# Bento Correia de Lima
Bento Correia de Lima (? — ?) foi um político brasileiro.
Foi presidente da província da Paraíba, de 26 de abril a 26 de julho de 1834 e de 7 de abril a 14 de abril de 1835.